# غيليس كارون
غيليس كارون (بالفرنسية: Gilles Caron)‏ هو مراسل عسكري وصحفي ومصور فرنسي، ولد في 8 يوليو 1939 في نويي-سور-سين في فرنسا، وتوفي في 5 أبريل 1970 في كمبوديا.

## وصلات خارجية
- الموقع الرسمي